# Asti (provins)
 For alternative betydninger, se Asti. (Se også artikler, som begynder med Asti)
Provinsen Asti (it. Provincia di Asti) er en provins i regionen Piemonte i det nordlige Italien. Asti er provinsens hovedby. Den mousserende vin under samme navn, nemlig Asti, kommer også herfra.
Der var 208.339 indbyggere ved folketællingen i 2001.

## Geografi
Provinsen Asti grænser op til:
- i nordvest mod provinsen Torino,
- i øst mod provinsen Alessandria,
- i syd mod Liguria (provinsen Savona) og
- i vest mod provinsen Cuneo.

## Kommuner

### A
- Agliano Terme
- Albugnano
- Antignano
- Aramengo
- Asti
- Azzano d'Asti

### B
- Baldichieri d'Asti
- Belveglio
- Berzano di San Pietro
- Bruno
- Bubbio
- Buttigliera d'Asti

### C
- Calamandrana
- Calliano
- Calosso
- Camerano Casasco
- Canelli
- Cantarana
- Capriglio
- Casorzo
- Cassinasco
- Castagnole Monferrato
- Castagnole delle Lanze
- Castel Boglione
- Castel Rocchero
- Castell'Alfero
- Castellero
- Castelletto Molina
- Castello di Annone
- Castelnuovo Belbo
- Castelnuovo Calcea
- Castelnuovo Don Bosco
- Cellarengo
- Celle Enomondo
- Cerreto d'Asti
- Cerro Tanaro
- Cessole
- Chiusano d'Asti
- Cinaglio
- Cisterna d'Asti
- Coazzolo
- Cocconato
- Corsione
- Cortandone
- Cortanze
- Cortazzone
- Cortiglione
- Cossombrato
- Costigliole d'Asti
- Cunico

### D
- Dusino San Michele

### F
- Ferrere
- Fontanile
- Frinco

### G
- Grana
- Grazzano Badoglio

### I
- Incisa Scapaccino
- Isola d'Asti

### L
- Loazzolo

### M
- Maranzana
- Maretto
- Moasca
- Mombaldone
- Mombaruzzo
- Mombercelli
- Monale
- Monastero Bormida
- Moncalvo
- Moncucco Torinese
- Mongardino
- Montabone
- Montafia
- Montaldo Scarampi
- Montechiaro d'Asti
- Montegrosso d'Asti
- Montemagno
- Montiglio Monferrato
- Moransengo

### N
- Nizza Monferrato

### O
- Olmo Gentile

### P
- Passerano Marmorito
- Penango
- Piea
- Pino d'Asti
- Piovà Massaia
- Portacomaro

### Q
- Quaranti

### R
- Refrancore
- Revigliasco d'Asti
- Roatto
- Robella
- Rocca d'Arazzo
- Roccaverano
- Rocchetta Palafea
- Rocchetta Tanaro

### S
- San Damiano d'Asti
- San Giorgio Scarampi
- San Martino Alfieri
- San Marzano Oliveto
- San Paolo Solbrito
- Scurzolengo
- Serole
- Sessame
- Settime
- Soglio

### T
- Tigliole
- Tonco
- Tonengo

### V
- Vaglio Serra
- Valfenera
- Vesime
- Viale
- Viarigi
- Vigliano d'Asti
- Villa San Secondo
- Villafranca d'Asti
- Villanova d'Asti
- Vinchio

45°N 8°Ø / 45°N 8°Ø